# Ак-Булак (Лейлекский район)
Ак-Булак (кирг. Ак-Булак) — село в Лейлекском районе Баткенской области Кыргызстана. Подчинено муниципалитету города Раззаков. По данным переписи населения Кыргызстана 2009 года численность населения села Ак-Булак составила 681 жителей.